# آب‌مارهای بوکور
آب‌مارهای بوکور (نام علمی: Enhydris bocourti) نام یک گونه از سرده آب‌مارهای سموری است.